# Iron Butterfly
Iron Butterfly er et amerikansk psykedelisk rock- og tidligt heavy metal-band, bedst kendt for deres hit "In-A-Gadda-Da-Vida" fra 1968. De betragtes som et af de tidligste heavy metal-bands på grund af denne sang og andre ligesom den, såvel som titlen på deres debutalbum, Heavy. Deres storhedstid var i slutningen af 1960'erne, men bandet er blevet gendannet flere gange med forskellige medlemmer. VH1 har placeret dem som nummer 19 på deres liste over "one-hit wonders". In-A-Gadda-Da-Vida er det 31. bedst sælgende album i verden, da det har solgt mere end 25 millioner eksemplarer.

## Diskografi

### Album
- Heavy (1968) US #78, Guld
- In-A-Gadda-Da-Vida (1968) US #4, firedobbelt platin
- Soundtrack to the Savage 7 (1968)
- Ball (1969) US #3, Guld
- Live (1970) US #20
- Metamorphosis (1970) US#16
- Evolution: The Best of Iron Butterfly (1971)
- Star Collection (1973)
- Scorching Beauty (1975) US #138
- Sun and Steel (1976)
- Rare Flight (1988)
- Light & Heavy: The Best of Iron Butterfly (1993)
- In-A-Gadda-Da-Vida Deluxe Edition (1995)
- Fillmore East 1968 (2011)[3]
- Live at the Galaxy 1967 (2014)
- Live in Copenhagen 1971 (2014)
- Live in Sweden 1971 (2014)